# Henri Contamine
Pour les articles homonymes, voir Contamine.
Louis Henri Joseph Christophe Contamine, né à Lille le 5 février 1818 et mort le 18 novembre 1897 dans la même ville, est un architecte français.

## Biographie
Formé aux écoles académiques de Lille, Henri Contamine est élève de Charles Benvignat. Il devient ensuite à son tour professeur d'architecture aux écoles académiques de Lille en 1863. Il s'associe avec Auguste Mourcou avec qui il réalise l'achèvement de la mairie de Lille, la communauté des Filles de l'enfant Jésus, l'hospice de Bailleul, le cimetière du Sud à Lille et le palais Rameau.
Il est le père d'Albert Contamine (1852-1905), qui après des études d'architecte à l'école de Beaux-Arts de Paris (promotion 1877 puis 1879 en première classe), devient architecte à Lille.
Il est membre fondateur de la société des architectes du Nord en 1868et en a été le président.

## Réalisations
- 1864 : cimetière du Sud à Lille.
- 1877 : hôtel Catel-Béghin 21 boulevard de la Liberté (Lille),  Inscrit MH[2]
- 1876-1879 : palais Rameau, Lille
- Marché aux poissons de Roubaix.

## Famille
Henri Contamine et sa femme Amélie Alavoine ont un fils, Albert (14 avril 1852 - 1905) qui sera aussi architecte. Il est le grand-père de Henry Contamine, historien, et l'arrière-grand-père de Claude Contamine et Philippe Contamine.